# Mostečno
Mostečno je naselje v Občini Makole, na severovzhodu Slovenije. Nahaja se ob levem bregu Dravinje, v dolini potoka Ložnica, ter spada pod Štajersko pokrajino in Podravsko regijo.